# Balafon
Balafon er et afrikansk musikinstrument, som minder om xylofonen. Kendte musikere, som benytter sig af balafoner er blandt andet Gert Kilian, Mory Kanté og Rokia Traoré.